# Símbolos de Guadalajara (Jalisco)

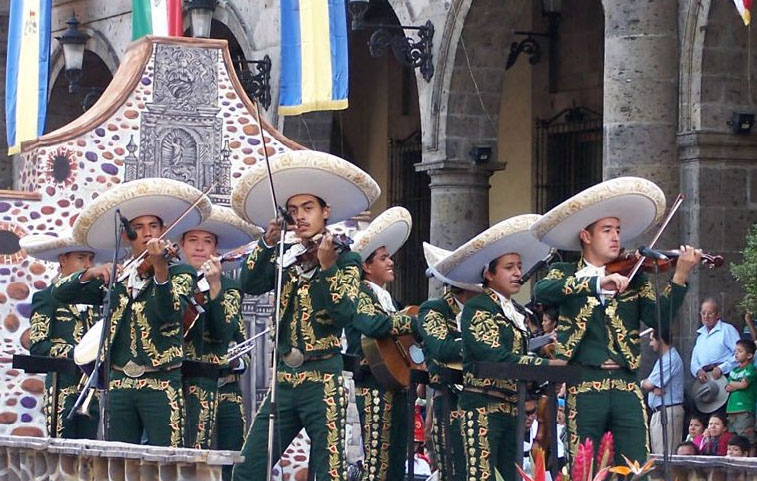
La bandera de la ciudad de Guadalajara (al fondo) acompañada con la bandera nacional.

Los símbolos de la ciudad de Guadalajara, son el emblema representativo de este municipio del estado mexicano de Jalisco. Los símbolos municipales están regulados por el Ayuntamiento de la ciudad. 
El escudo de armas de la ciudad, el cual ha inspirado el diseño del Escudo de Armas del Estado de Jalisco es el símbolo más representativo. Dentro de la flora y la fauna, considerada símbolos del municipio, son la encina y los leones que aparecen en el interior del escudo de la ciudad, son un emblema de persevelancia y poder que aluden a la Corona de España, orden de gobierno que cedió el escudo oficial de la ciudad en el año de 1539.
Otro símbolo oficial de la ciudad es la bandera de Guadalajara, que data del periodo colonial, usada por la Intendencia de Guadalajara, posteriormente los colores de la bandera han sido retomados dentro de un nuevo blasón que representa los colores de la ciudad capital en el año 1967, siendo la primera bandera municipal que tuvo México, a través de un marco legislativo, dentro del bando municipal. 
Exiten otros símbolos de la ciudad capital, son principalmente monumentos arquitectónicos como la Catedral de Guadalajara, la Glorieta La Minerva, el Hospicio Cabañas, el Teatro Degollado y los Arcos de Guadalajara, monumentos emblemáticos e hitos de referencia. Entre los símbolos culturales representativos de la ciudad, están los mariachis y su música vernácula, los charros, las calandrias y las tortas ahogadas. 

## Escudo

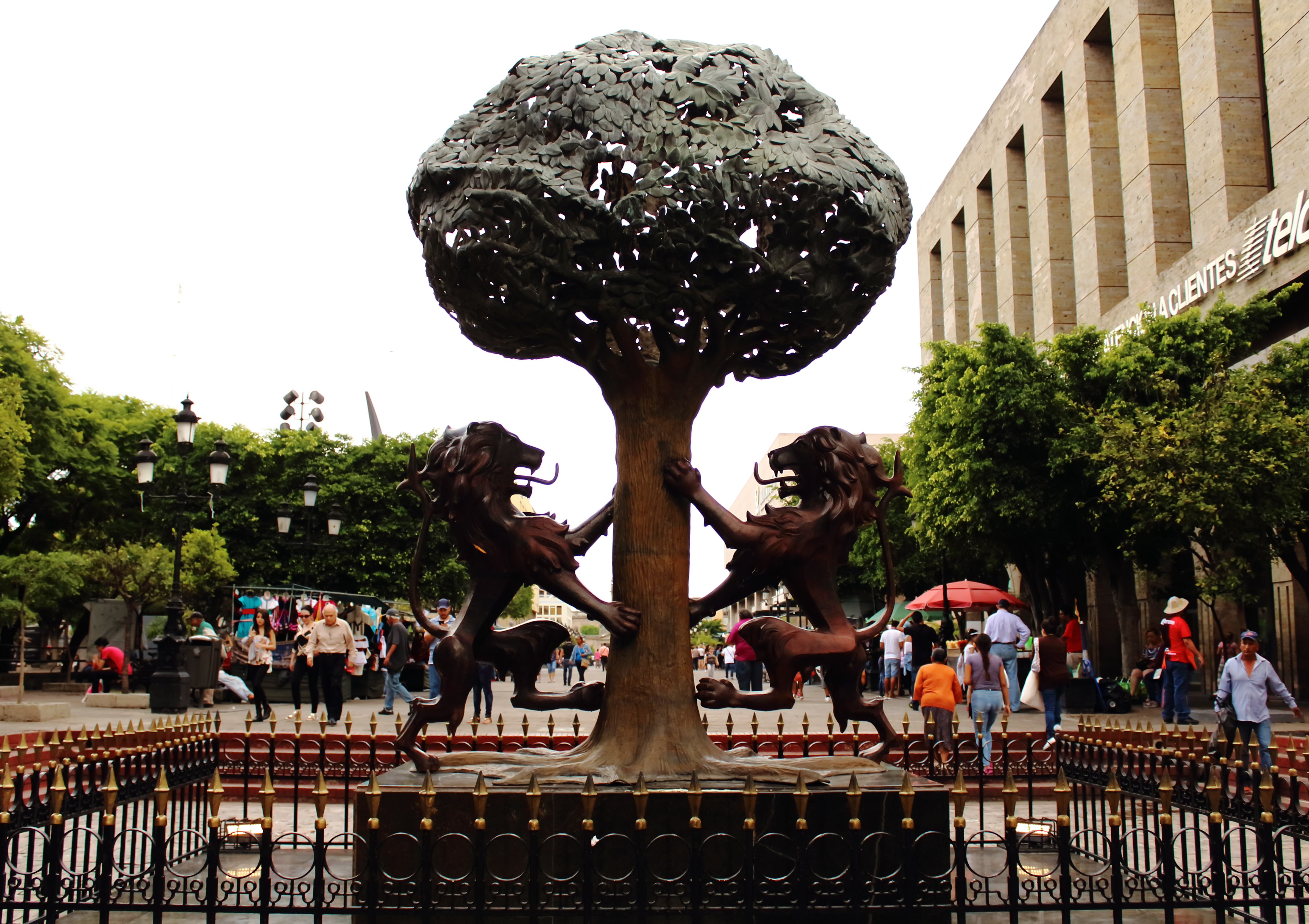
Parte del escudo de Armas de Guadalajara, Jalisco, México. Éste fue otorgado por Carlos V en 1539 y el monumento se ubica en el Paseo Hospicio.

El Escudo de Guadalajara es el escudo de armas de Guadalajara, en Jalisco. Data del año de 1539 a 1989, la imagen de este escudo fue asumida también como Escudo de Jalisco.
Es un escudo de forma española y simboliza la nobleza y señorío de la ciudad; virtudes que la Corona española reconoció en los trabajos y peligros que los vecinos de la ciudad habían pasado en la conquista y población de ella. Lo anterior en virtud de que antes que Guadalajara se estableciera de manera definitiva en el Valle de Atemajac (1542), estuvo asentada en tres lugares distintos Nochistlán (1532), Tonalá (1533) y Tlacotán (1535) y sus colonos habían enfrentado grandes carencias y riesgos, entre ellos los embates de los belicosos indios cazcanes, tecuexes y zacatecos.

### Diseño
De color azul con bordura dividida en dos: la primera (de adentro a afuera) de color oro con siete puntos de color rojo y la segunda de color azul. Tiene en el centro una encina con las raíces expuestas con la cúpula realzada de color verde y tronco y raíces de color oro; sobre la sima del tronco se apoyan dos leones en posición de salto, opuestos entre ellos y de color oro.

#### Encina

En el escudo municipal de Mondéjar, aparece una encina de sinople, frutada de oro, sobre un montón de piedras, de oro.

El árbol del escudo es una encina (quercus ilex) que crece en la Provincia de Guadalajara, en Castilla-La Mancha en España, representa a la perseverancia.
La encina es tomado del escudo municipal de Mondéjar, en la provincia de Guadalajara, de Castilla-La Mancha, en España, sirvió como base para el diseño del escudo de la ciudad de Guadalajara; ya que Mondéjar es el lugar de nacimiento del primer virrey de la Nueva España, Antonio de Mendoza y Pacheco, que también incluye una encina color verde.

#### Leones
Los dos leones, simbolizan la nobleza y la fuerza de la ciudad, los dos mamíferos representan a dos leones nordafricanos que también aparecen desde tiempos antiguos en la heráldica del Reino de Castilla y Aragón; y sostienen el tronco de la encina en posición de salto que representan a la fortaleza.

#### Cruz de Jerusalén

Bandera heráldica del Escudo de Jalisco

La bandera heráldica de forma corneta es el símbolo de la cristiandad, es un lienzo de color rojo sujeto en el extremo izquierdo, al centro está la Cruz de Jerusalén de color oro. La bandera heráldica se encuentra sobre una lanza en la parte superior del yelmo.

### Historia
El conquistador Cristóbal de Oñate fundó desde 1532 la villa de Guadalajara, pero asentada en Nochistlán, región del actual estado de Zacatecas. Posterior a ese asentamiento, la villa tuvo otras dos ubicaciones, antes de tener su actual localización en el Valle de Atemajac. La tercera de dichas ubicaciones fue en Tlacotán, en la actual región del municipio de Ixtlahuacán del Río, donde se estableció en 1535 y duró hasta 1540.
Durante este periodo de estabilidad, se constituyó el Cabildo de la villa, el cual mediante sesión del 25 de enero de 1539 decidió solicitar al entonces rey de España Carlos I le concediera el título de ciudad. Ello fue aceptado por el rey y mediante cédula real del 8 de noviembre de 1539 en la cual se le concedía además el escudo correspondiente. Dicha cédula rezaba:

«Don Carlos, etc. [...] é por la presente hacemos merced y queremos y mandamos que agora, é de aquí adelante, la dicha ciudad de Guadalajara haya y tenga por sus armas conoscidas un escudo, dentro dos leones de su color, puestos en salto, y arrimadas las manos á un pino de oro, realzado de verde, en campo azul, y por orla siete aspas coloradas en campo de oro, y por timble un yelmo cerrado, y por devisa una bandera verde con una cruz de Jherusalen de oro puesta en una vara de lanza, con sus trascoles y dependencias á follages de azul y oro, segund que aqui van pintadas y figuradas, etc.»
Armas para la ciudad de Guadalajara, de la provincia de Galicia de la Nueva España.

El 7 de noviembre de 1989, en la celebración del 450° aniversario de su otorgamiento, el Congreso del Estado de Jalisco decretó que el escudo de armas de Guadalajara sería también «representativo y oficial» de Jalisco, así como los colores azul y oro. En el año 2004 la «Ley sobre el escudo de armas del Estado de Jalisco», derogó el anterior decreto pero en su artículo segundo reafirmó que el escudo de Guadalajara y el de Jalisco serían el mismo.

### El escudo dentro de los ayuntamientos

Escudo de armas de la ciudad de Guadalajara en logotipo de gobierno.

## Bandera

Variante de la bandera de Guadalajara en forma de Pendón.

La bandera de la ciudad de Guadalajara es el emblema que representa a esta ciudad y es utilizado por el Ayuntamiento como símbolo representativo de la ciudad. Aunque el bando municipal de la ciudad de Guadalajara reconoció la bandera hasta el 4 de mayo de 2021 como símbolo oficial; ésta bandera, fue la primera bandera municipal que tubo el país y apareció por primera vez en el año 1967.
Dicha bandera consta de 3 franjas horizontales azul, amarillo y azul respectivamente y en la parte central de la barra amarilla el escudo de armas concebido por el emperador Carlos V en 1539.
Esta es la bandera oficial dentro de la ciudad y es reconocida dentro de la misma, ya que en México las banderas para ciudades o estados no están contempladas dentro de las leyes federales.

### Diseño y simbolismo
El seguimiento de los colores son los siguientes:
| Nombre   | Color | Código HEX | Símbolo            |
| -------- | ----- | ---------- | ------------------ |
| Amarillo |       | #F1BF00    | Hacer el bien      |
| Azul     |       | #00008B    | Servir a los demás |

El significado de los colores de la bandera son los siguientes:
- Oro: hacer el bien a los pobres.
- Azur (azul): servir a los gobernantes y fomentar la agricultura.

El azul de la bandera de Guadalajara era del mismo color al de la bandera del antiguo Reino de Galicia, y no es idéntico al color azul de la bandera de Jalisco porque el gobierno de la entidad quiso diferenciarlas y evitar confusión.

### Historia

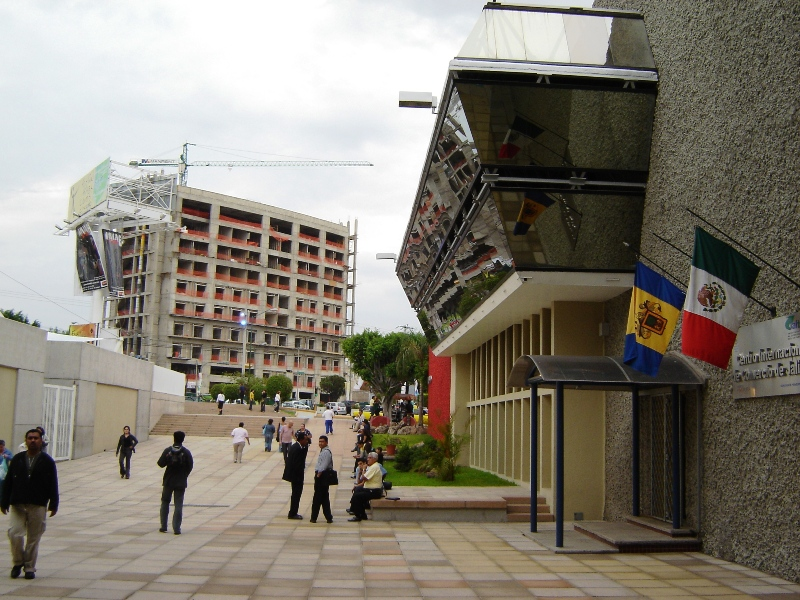
Bandera de Guadalajara en oficinas de Expo.

La bandera fue mandada diseñar por el entonces gobernador tapatío Francisco Medina Asencio en el año de 1967, los colores fueron tomados a partir de las torres de catedral que a mediados del siglo XIX el arquitecto Manuel Gómez Ibarra construyera empleando piedra pómez para aligerarlas en caso de temblor después de que en mayo de 1818, se derrumbaron las torres originales a causa de un temblor.
Mucho antes de que el estado de Jalisco haya utilizado los colores azul y oro como representativos del estado, el municipio de Guadalajara tuvo siempre presentes estos colores desde tiempos coloniales por la bandera de la Intendencia de Guadalajara que propuso el exgobernador Prisciliano Sánchez en el año 1825. Dichos colores son los que de manera singular representan a la ciudad y se ven plasmados en los colores de flores en jardines urbanos de la ciudad, equipo urbano, en los taxis y en las placas vehiculares del estado. La bandera de Guadalajara se mantuvo anónima para muchas personas y gobiernos locales, debido a políticas nacionales que discriminaron los símbolos locales, salvo los escudos u otros elementos heráldicos que sirvieron para membretes, papelería y distintivos de tránsito.
La bandera de Guadalajara fue una de las primeras banderas municipales en ser rescatada del pasado y promovida como emblema local al igual que la ciudad de Chihuahua y la ciudad de Morelia. La bandera municipal ha tenido notable presencia últimamente dentro de la ciudad, se han colocado gallardetes sobre el palacio del ayuntamiento, en monumentos emblemáticos como la fuente de la Minerva y los Arcos de Guadalajara, también tuvo un notable presencia en los Juegos Panamericanos de Guadalajara de 2011.
| Evolución de la Bandera de Guadalajara |                           | |
| Años                                   | Bandera Municipal         | Información relevante |
| 1730-1825                              | Bandera de Nueva Galicia. | (4:7) Primera bandera de la ciudad. Adoptada por la Intendencia de Guadalajara.                                                                                                |
| 1967-2020                              | Bandera de GUadalajara.   | (4:7) Segunda bandera de la ciudad de Guadalajara. Adoptada por el ayuntamiento municipal.                                                                                     |
| 2021                                   | Bandera de México.        | (4:7) Tercera bandera de la ciudad de Guadalajara. Adoptada por el ayuntamiento de Guadalajara en 2021, retoma el diseño original de la bandera de Intendencia de Guadalajara. |

## Otros símbolos

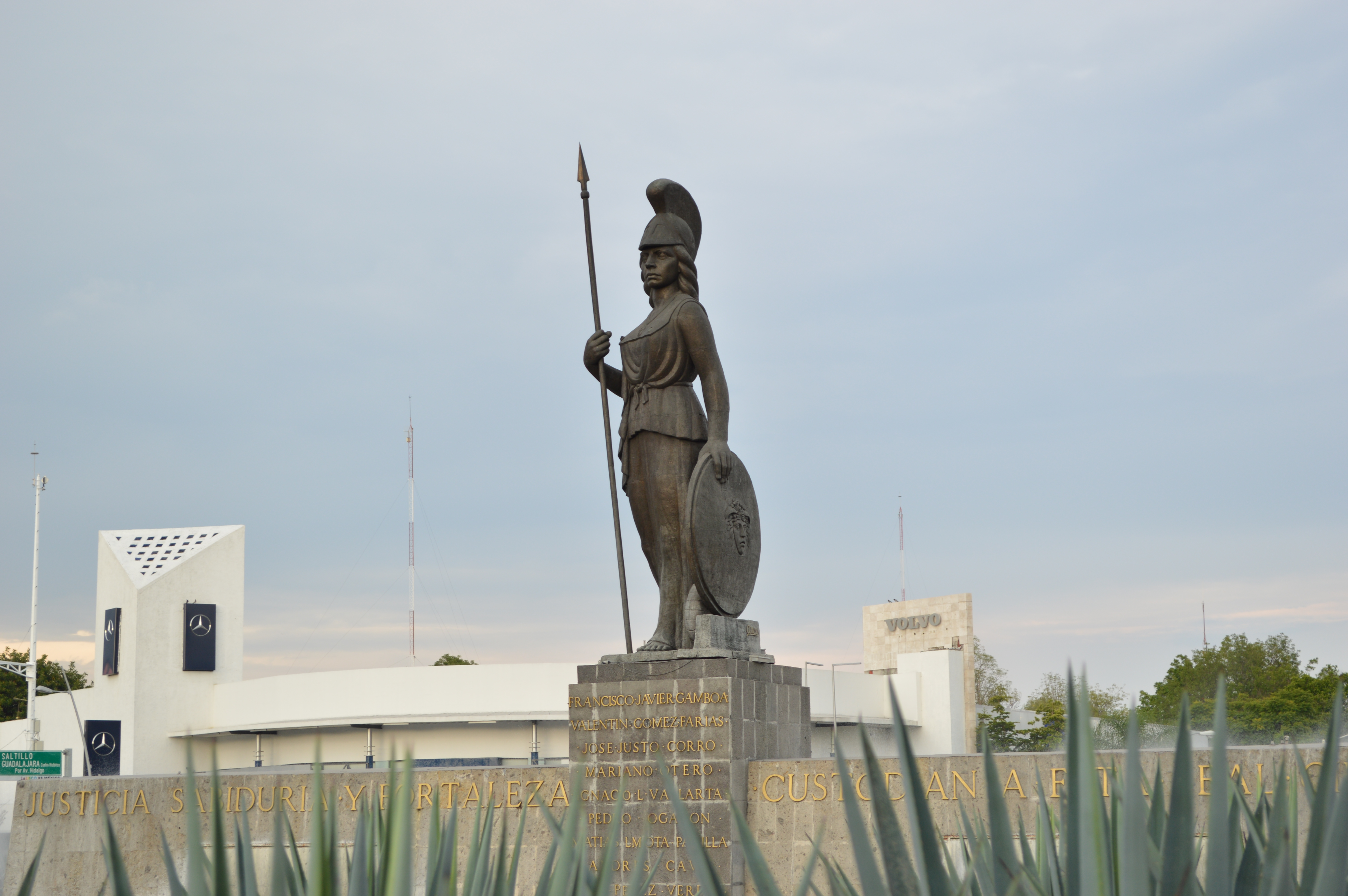
Fuente La Minerva.

Los símbolos más importantes de la Ciudad de Guadalajara son la Catedral de Guadalajara, la Glorieta La Minerva, el Hospicio Cabañas, el Teatro Degollado y los Arcos de Guadalajara, monumentos emblemáticos e hitos de referencia de la ciudad.
Entre los símbolos representativos de la ciudad, están los mariachis y su música vernácula, los charros, las calandrias y las tortas ahogadas.